# Endangered Species (Album)
Endangered Species (englisch für Gefährdete Art) ist ein Kompilationsalbum des US-amerikanischen Rappers Big Pun. Es erschien am 3. April 2001 über das Label Loud Records.

## Inhalt
Die Kompilation enthält drei bekannte Songs von Big Puns Debütalbum Capital Punishment (You Ain’t a Killer, Twinz (Deep Cover ’98), Still Not a Player). Außerdem sind acht Gastbeiträge des Rappers von Alben anderer Künstler enthalten. Die restlichen 13 Titel stellen zuvor unveröffentlichtes Material dar.

## Produktion
Big Puns Rapkollege Fat Joe sowie Sean Cane fungierten bei dem Album als Executive Producers. Daneben waren viele weitere Musikproduzenten an der Produktion der ausgewählten Lieder beteiligt, darunter Dr. Dre, Irv Gotti, The Beatnuts, Swizz Beatz, The Alchemist, Darkchild, Poke & Tone, DJ Clue und K-Cut.

## Covergestaltung
Das Albumcover zeigt Big Pun, der einen schwarzen Hut trägt, welcher seine Augen im Schatten verdeckt. Der Hintergrund ist in orangen Farbtönen gehalten. Im unteren Teil des Bildes steht in großen orangen Buchstaben der Schriftzug Big Pun und darunter der Titel Endangered Species in Weiß.

## Gastbeiträge
Auf 17 der 24 Titel sind neben Big Pun andere Künstler zu hören, darunter seine Crewkollegen von der Terror Squad; Fat Joe (der gleich acht Gastauftritte hat), Tony Sunshine, Cuban Link, Remy Ma, Armageddon, Prospect und Triple Seis. Der Sänger Joe ist bei dem Lied Still Not a Player vertreten und die Sängerin Ashanti singt den Refrain des Songs How We Roll. Weitere Gastbeiträge stammen von den Rappern The Beatnuts, Noreaga, Jadakiss, Styles P., Nature, Cam’ron, Nas, Raekwon, Sheik, Kool G Rap und B-Real. Außerdem ist ein Remix des Tracks Top of the World mit der Sängerin Brandy auf dem Album enthalten und der Sänger Ricky Martin ist im Stück Livin’ La Vida Loca (Remix) zu hören. Big Puns Kinder sowie die Sängerin Veronica singen den Refrain des Lieds How We Roll ’98.

## Titelliste
| #  | Titel                                        | Gastbeiträge                                     | Produzenten               | Länge | Album                                           |
| -- | -------------------------------------------- | ------------------------------------------------ | ------------------------- | ----- | ----------------------------------------------- |
| 1  | Intro                                        |                                                  |                           | 0:16  |                                                 |
| 2  | You Ain’t a Killer                           |                                                  | Younglord                 | 3:52  | Capital Punishment                              |
| 3  | Twinz (Deep Cover ’98)                       | Fat Joe                                          | Dr. Dre                   | 3:48  | Capital Punishment                              |
| 4  | Whatcha Gon Do                               |                                                  | Juju Gigante              | 3:07  | The Album                                       |
| 5  | How We Roll                                  | Ashanti                                          | Irv Gotti und Tru Stylze  | 3:34  |                                                 |
| 6  | Still Not a Player                           | Joe                                              | Knobody                   | 3:56  | Capital Punishment                              |
| 7  | Off the Books                                | The Beatnuts und Cuban Link                      | The Beatnuts              | 2:48  | Stone Crazy                                     |
| 8  | Words from Nore                              | Noreaga                                          |                           | 0:52  |                                                 |
| 9  | Banned from T.V.                             | Noreaga, Jadakiss, Styles P., Nature und Cam’ron | Swizz Beatz               | 4:19  | N.O.R.E.                                        |
| 10 | Mamma                                        | Tony Sunshine                                    | The Alchemist             | 4:16  |                                                 |
| 11 | The Beat Box                                 |                                                  |                           | 0:14  |                                                 |
| 12 | Brave in the Heart                           | Triple Seis, Fat Joe und Prospect                | V.I.C. und Mike Heron     | 3:56  |                                                 |
| 13 | The Dream Shatterer (Original Version)       |                                                  | Buckwild                  | 3:19  |                                                 |
| 14 | Words with Fat Joe                           | Fat Joe                                          |                           | 0:37  |                                                 |
| 15 | John Blaze                                   | Fat Joe, Nas, Raekwon und Jadakiss               | Ski                       | 4:06  | Don Cartagena                                   |
| 16 | My World                                     |                                                  | EZ Elpee                  | 3:29  |                                                 |
| 17 | Pina Colada                                  | Sheik                                            | Swizz Beatz               | 4:09  | Ryde or Die Vol. 1                              |
| 18 | Top of the World (Remix)                     | Brandy und Fat Joe                               | Darkchild                 | 3:48  | U Don’t Know Me (Like U Used To) – The Remix EP |
| 19 | Livin’ La Vida Loca (Remix)                  | Ricky Martin, Fat Joe und Cuban Link             | Poke & Tone               | 2:44  |                                                 |
| 20 | Fire Water                                   | Fat Joe, Armageddon und Raekwon                  | Showbiz                   | 4:15  | B-Seite der Single Envy                         |
| 21 | Classic Verses (Drop It Heavy & Fantastic 4) |                                                  | Showbiz, DJ Clue und Duro | 2:18  | Full Scale und The Professional                 |
| 22 | Freestyle with Remy Martin                   | Remy Martin                                      | Sean Cane                 | 1:33  |                                                 |
| 23 | Wishful Thinking                             | Fat Joe, Kool G Rap und B-Real                   | Showbiz                   | 4:00  |                                                 |
| 24 | How We Roll ’98                              | Pun’s Kids und Veronica                          | Tumblin Dice und K-Cut    | 4:07  |                                                 |

## Chartplatzierungen und Singles
Endangered Species erreichte Platz 7 in den US-amerikanischen Charts und hielt sich neun Wochen in den Top 200. In Europa konnte sich das Album nicht in den Charts platzieren.
Als Single wurde das Lied How We Roll ausgekoppelt.
| Professionelle Bewertungen | Professionelle Bewertungen |
| -------------------------- | -------------------------- |
| Kritiken                   |                            |
| Quelle                     | Bewertung                  |
| Rolling Stone              | [ 4 ]                      |
| allmusic                   | [ 5 ]                      |
| RapReviews                 | [ 6 ]                      |